# شاپرک برگ‌ساب کوبایی
شاپرک برگ ساب کوبایی (نام علمی: Acrocercops cissiella) نام یک گونه از تیره شاپرک‌های برگ‌ساب است.